# Dörfl (Gemeinde Friesach)
Dörfl ist eine Ortschaft in der Gemeinde Friesach im Bezirk Sankt Veit an der Glan in Kärnten (Österreich). Die Ortschaft hat 12 Einwohner (Stand 1. Jänner 2024). Sie liegt auf dem Gebiet der Katastralgemeinde Friesach.

## Lage
Die nur über unbefestigte Straßen erreichbare Streusiedlung Dörfl liegt ein paar hundert Meter südwestlich des Stadtzentrums von Friesach an den schattseitigen Hängen des Deutschhauserbergs, etwa 200 bis 300 Höhenmeter oberhalb von Friesach.
Im Ort werden folgende Hofnamen geführt: Holzerhube (Haus Nr. 1 und 2), Köck (Nr. 4), Rainbauer/Obere Dremelkeusche (Nr. 6), Strohschneiderkeusche (Nr. 7). Die unweit des Virgilienbergs gelegene Villa Muspelheim wurde früher ebenfalls zu Dörfl gezählt, wird heute aber als Teil der Ortschaft Friesach geführt.

## Geschichte
Auf dem Gebiet der Steuergemeinde Friesach liegend, gehörte der Ort in der ersten Hälfte des 19. Jahrhunderts zum Steuerbezirk Friesach. Bei Gründung der Ortsgemeinden Mitte des 19. Jahrhunderts kam Dörfl an die Stadtgemeinde Friesach.

## Bevölkerungsentwicklung
Für die Ortschaft zählte man folgende Einwohnerzahlen:
- 1845: 10 Häuser, 73 Einwohner[3]
- 1869: 9 Häuser, 31 Einwohner[4]
- 1880: 7 Häuser, 38 Einwohner[5]
- 1890: 7 Häuser, 40 Einwohner[6]
- 1900: 7 Häuser, 41 Einwohner[7]
- 1910: 7 Häuser, 39 Einwohner[8]
- 1923: 5 Häuser, 37 Einwohner[9]
- 1934: 42 Einwohner[10]
- 1951: 5 Häuser, 33 Einwohner[11]
- 1961: 5 Häuser, 40 Einwohner[12]
- 1971: 5 Häuser, 28 Einwohner[13]
- 1981: 5 Häuser, 19 Einwohner[14]
- 1991: 6 Häuser, 14 Einwohner[15]
- 2001: 6 Gebäude (davon 4 mit Hauptwohnsitz) mit 4 Wohnungen; 11 Einwohner und 2 Nebenwohnsitzfälle; 4 Haushalte; 0 Arbeitsstätten, 3 land- und forstwirtschaftliche Betriebe[16]
- 2011: 4 Gebäude, 13 Einwohner, 5 Haushalte, 0 Arbeitsstätten[17]
- 2021: 4 Gebäude, 13 Einwohner, 4 Haushalte, 4 Arbeitsstätten[18]

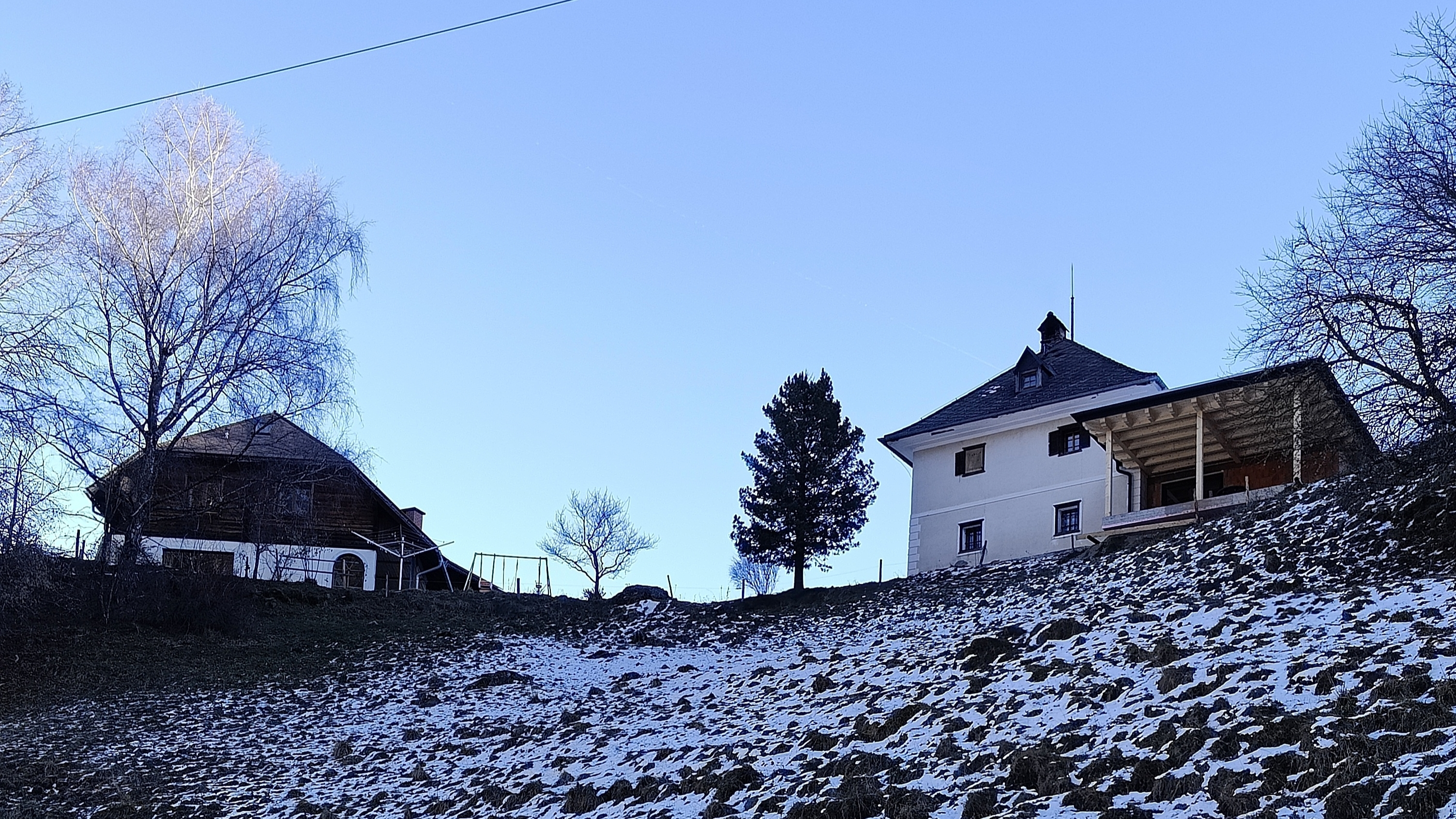
Dörfl Nr. 1 und Nr. 2
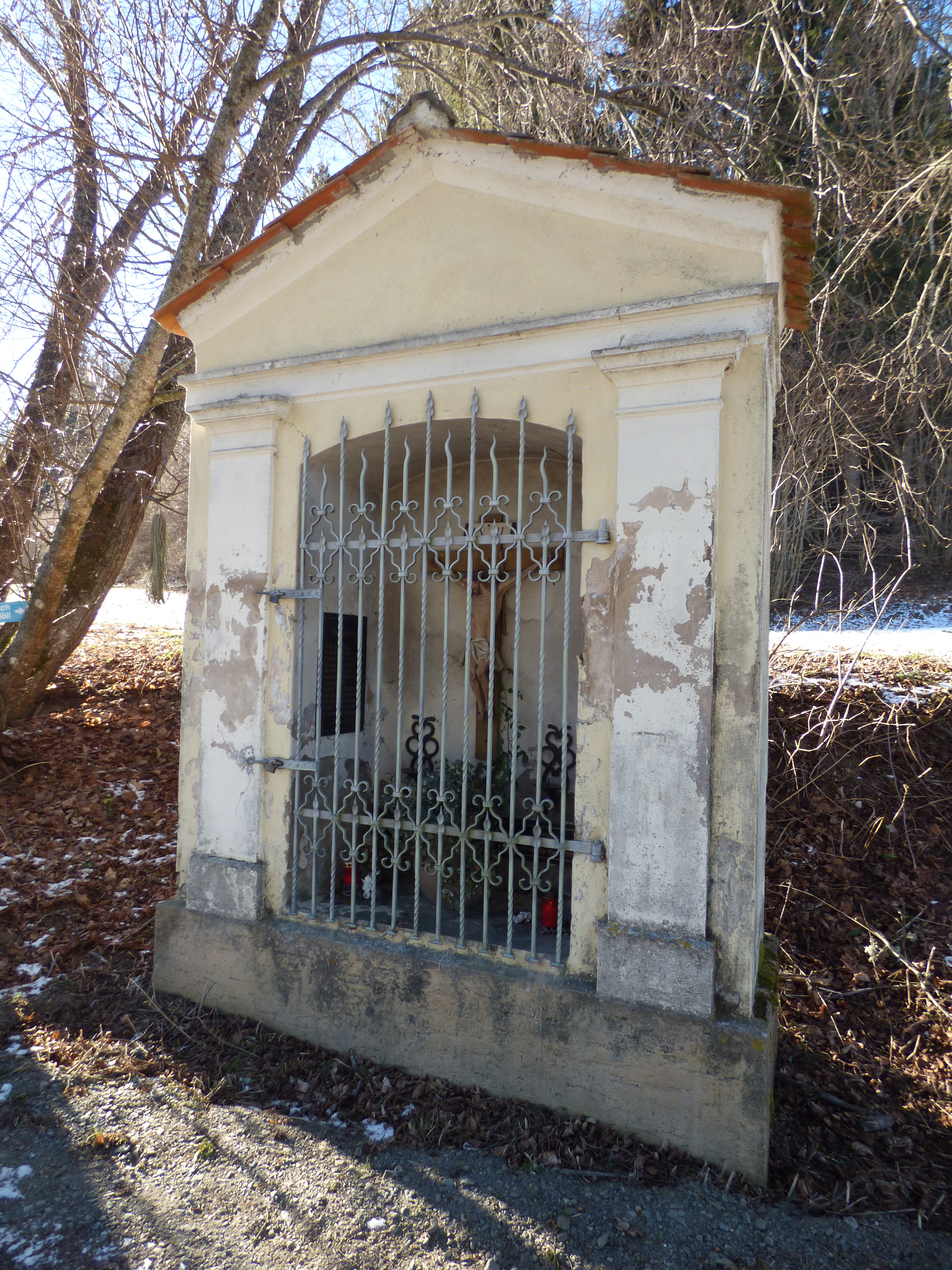
Wegkapelle in Dörfl